# Liste des choix de repêchages des Rangers de New York
Cette liste contient tous les joueurs de hockey sur glace ayant été repêchés par les Rangers de New York, franchise de la Ligue nationale de hockey. Les joueurs listés ci-dessus n'ont pas obligatoirement joué un match sous le maillot de l'équipe.
Elle regroupe les joueurs depuis le premier repêchage organisé par la LNH en 1963-1964 à aujourd'hui,. Les joueurs sont classés par année de repêchage. Les deux premières colonnes donnent le rang et le tour duquel le joueur a été repêché suivis de son nom, de sa nationalité et de sa position de jeu.

## Repêchages amateur

### 1963
| No | Tour | Nom              | Nationalité | Position     |
| -- | ---- | ---------------- | ----------- | ------------ |
| 4  | 1er  | Al Osborne       | Canada      | Ailier droit |
| 10 | 2e   | Terry Jones      | Canada      | Centre       |
| 15 | 3e   | Mike Cummins     | Canada      | Attaquant    |
| 20 | 4e   | Campbell Allison | Canada      | Défenseur    |

### 1964
| No | Tour | Nom            | Nationalité | Position     |
| -- | ---- | -------------- | ----------- | ------------ |
| 3  | 1re  | Bob Graham     | Canada      | Défenseur    |
| 9  | 2e   | Tim Ecclestone | Canada      | Ailier droit |
| 15 | 3e   | Gordon Lowe    | Canada      | Défenseur    |
| 21 | 4e   | Syl Apps, Jr.  | Canada      | Centre       |

### 1965
| No | Tour | Nom             | Nationalité | Position       |
| -- | ---- | --------------- | ----------- | -------------- |
| 1  | 1er  | André Veilleux  | Canada      | Ailier droit   |
| 6  | 2e   | George Surmay   | Canada      | Gardien de but |
| 10 | 2e   | Michel Parizeau | Canada      | Ailier gauche  |

### 1966
| No | Tour | Nom           | Nationalité | Position      |
| -- | ---- | ------------- | ----------- | ------------- |
| 2  | 1er  | Brad Park     | Canada      | Défenseur     |
| 8  | 2e   | Joey Johnston | Canada      | Ailier gauche |
| 14 | 3e   | Don Luce      | Canada      | Centre        |
| 20 | 4e   | Jack Egers    | Canada      | Ailier droit  |

### 1967
| No | Tour | Nom         | Nationalité | Position      |
| -- | ---- | ----------- | ----------- | ------------- |
| 6  | 1er  | Bob Dickson | Canada      | Ailier gauche |
| 15 | 2e   | Brian Tosh  | Canada      | Défenseur     |

### 1968
| No | Tour | Nom            | Nationalité | Position  |
| -- | ---- | -------------- | ----------- | --------- |
| 19 | 2e   | Bruce Buchanan | Canada      | Défenseur |

### 1969
| No | Tour | Nom             | Nationalité | Position      |
| -- | ---- | --------------- | ----------- | ------------- |
| 8  | 1er  | André Dupont    | Canada      | Défenseur     |
| 12 | 1er  | Pierre Jarry    | Canada      | Ailier droit  |
| 23 | 2e   | Bert Wilson     | Canada      | Ailier gauche |
| 35 | 3e   | Kevin Morrison  | Canada      | Ailier gauche |
| 47 | 4e   | Bruce Hellemond | Canada      | Ailier gauche |
| 59 | 5e   | Gordon Smith    | Canada      | Défenseur     |

### 1970
| No  | Tour | Nom                | Nationalité | Position       |
| --- | ---- | ------------------ | ----------- | -------------- |
| 11  | 1er  | Norm Gratton       | Canada      | Ailier droit   |
| 25  | 2e   | Mike Murphy        | Canada      | Ailier droit   |
| 39  | 3e   | Wendell Bennett    | Canada      | Ailier droit   |
| 53  | 4e   | André St. Pierre   | Canada      | Défenseur      |
| 67  | 5e   | Gary Coalter       | Canada      | Centre         |
| 81  | 6e   | Duane Wylie        | États-Unis  | Centre         |
| 94  | 7e   | Wayne Bell         | Canada      | Gardien de but |
| 106 | 8e   | Pierre Brind'Amour | Canada      | Ailier gauche  |

### 1971
| No  | Tour | Nom              | Nationalité   | Position       |
| --- | ---- | ---------------- | ------------- | -------------- |
| 10  | 1er  | Steve Vickers    | Canada        | Ailier gauche  |
| 13  | 1er  | Steve Durbano    | Canada        | Défenseur      |
| 27  | 2e   | Tom Williams     | Canada        | Ailier gauche  |
| 41  | 3e   | Terry West       | Canada        | Centre         |
| 55  | 4e   | Jerry Butler     | Canada        | Ailier droit   |
| 69  | 5e   | Fraser Robertson | Canada        | Défenseur      |
| 83  | 6e   | Wayne Wood       | Canada        | Gardien de but |
| 96  | 7e   | Doug Keeler      | Canada        | Défenseur      |
| 97  | 7e   | Jean-Denis Royal | Canada        | Défenseur      |
| 109 | 8e   | Gene Sobchuk     | Canada        | Ailier gauche  |
| 110 | 8e   | Jim Irvison      | Canada        | Défenseur      |
| 111 | 9e   | André Peloffy    | France Canada | Attaquant      |
| 112 | 9e   | Elston Elvoy     | Canada        | Centre         |
| 114 | 9e   | Gerry Lecomte    | Canada        | Défenseur      |
| 115 | 10e  | Wayne Forsey     | Canada        | Ailier gauche  |
| 116 | 10e  | Bill Forest      | Canada        | Défenseur      |

### 1972
| No  | Tour | Nom                | Nationalité | Position      |
| --- | ---- | ------------------ | ----------- | ------------- |
| 10  | 1er  | Al Blanchard       | Canada      | Ailier droit  |
| 15  | 1er  | Bob McMillan       | Canada      | Centre        |
| 21  | 2e   | Larry Sacharuk     | Canada      | Défenseur     |
| 31  | 2e   | René Villemure     | Canada      | Attaquant     |
| 47  | 3e   | Gerry Teeple       | Canada      | Centre        |
| 63  | 4e   | Doug Horbul        | Canada      | Ailier gauche |
| 79  | 5e   | Marty Gateman      | Canada      | Défenseur     |
| 95  | 6e   | Ken Ireland        | Canada      | Centre        |
| 111 | 7e   | Jeff Hunt          | Canada      | Ailier gauche |
| 127 | 8e   | Yvon Blais         | Canada      | Défenseur     |
| 137 | 9e   | Pierre Archambault | Canada      | Défenseur     |

### 1973
| No | Tour | Nom              | Nationalité | Position      |
| -- | ---- | ---------------- | ----------- | ------------- |
| 14 | 1er  | Rick Middleton   | Canada      | Ailier droit  |
| 30 | 2e   | Pat Hickey       | Canada      | Attaquant     |
| 46 | 3e   | John Campbell    | Canada      | Ailier gauche |
| 62 | 4e   | Brian Molvik     | Canada      | Défenseur     |
| 78 | 5e   | Pierre Laganière | Canada      | Ailier droit  |
| 94 | 6e   | Dwayne Pentland  | Canada      | Défenseur     |

### 1974
| No  | Tour | Nom             | Nationalité | Position       |
| --- | ---- | --------------- | ----------- | -------------- |
| 14  | 1er  | Dave Maloney    | Canada      | Défenseur      |
| 32  | 2e   | Ron Greschner   | Canada      | Défenseur      |
| 50  | 3e   | Jerry Holland   | Canada      | Ailier gauche  |
| 68  | 4e   | Boyd Anderson   | Canada      | Ailier gauche  |
| 86  | 5e   | Dennis Olmstead | Canada      | Centre         |
| 104 | 6e   | Ed Johnstone    | Canada      | Ailier droit   |
| 122 | 7e   | John Memryk     | Canada      | Gardien de but |
| 139 | 8e   | Greg Holst      | Canada      | Centre         |
| 156 | 9e   | Claude Arvisais | Canada      | Centre         |
| 171 | 10e  | Ken Dodd        | Canada      | Ailier gauche  |
| 186 | 11e  | Ralph Krentz    | Canada      | Défenseur      |
| 198 | 12e  | Larry Jacques   | Canada      | Ailier droit   |
| 208 | 13e  | Tom Castle      | Canada      | Ailier gauche  |
| 218 | 14e  | Eric Brubacher  | Canada      | Centre         |
| 224 | 15e  | Russ Hall       | Canada      | Ailier droit   |
| 227 | 16e  | Bill Kriski     | Canada      | Gardien de but |
| 230 | 17e  | Kevin Treacy    | Canada      | Ailier droit   |
| 233 | 18e  | Ken Gassoff     | Canada      | Centre         |
| 236 | 19e  | Cliff Bast      | Canada      | Défenseur      |
| 239 | 20e  | Jim Mayer       | Canada      | Attaquant      |
| 241 | 21e  | Warren Miller   | États-Unis  | Ailier droit   |
| 243 | 22e  | Kevin Walker    | Canada      | Défenseur      |
| 245 | 23e  | Jim Warner      | États-Unis  | Ailier droit   |

### 1975
| No  | Tour | Nom              | Nationalité | Position       |
| --- | ---- | ---------------- | ----------- | -------------- |
| 12  | 1er  | Wayne Dillon     | Canada      | Centre         |
| 30  | 2e   | Doug Soetaert    | Canada      | Gardien de but |
| 48  | 3e   | Greg Hickey      | Canada      | Ailier gauche  |
| 66  | 4e   | Bill Cheropita   | Canada      | Gardien de but |
| 84  | 5e   | Larry Huras      | Canada      | Défenseur      |
| 102 | 6e   | Randy Koch       | États-Unis  | Ailier gauche  |
| 120 | 7e   | Claude Larose    | Canada      | Ailier gauche  |
| 138 | 8e   | William Hamilton | Canada      | Centre         |
| 154 | 9e   | Bud Stefanski    | Canada      | Centre         |
| 169 | 10e  | Daniel Beaulieu  | Canada      | Ailier gauche  |
| 184 | 11e  | John McMorrow    | États-Unis  | Centre         |
| 195 | 12e  | Tom McNamara     | États-Unis  | Gardien de but |
| 200 | 13e  | Steve Roberts    | États-Unis  | Défenseur      |
| 201 | 13e  | Paul Dionne      | Canada      | Défenseur      |
| 205 | 14e  | Cecil Luckern    | États-Unis  | Ailier gauche  |
| 209 | 15e  | John Corriveau   | États-Unis  | Ailier droit   |
| 212 | 15e  | Tom Funke        | États-Unis  | Ailier gauche  |

### 1976
| No  | Tour | Nom            | Nationalité | Position      |
| --- | ---- | -------------- | ----------- | ------------- |
| 6   | 1er  | Don Murdoch    | Canada      | Ailier droit  |
| 24  | 2e   | Dave Farrish   | Canada      | Défenseur     |
| 42  | 3e   | Mike McEwen    | Canada      | Défenseur     |
| 60  | 4e   | Claude Périard | Canada      | Ailier gauche |
| 78  | 5e   | Doug Caines    | Canada      | Centre        |
| 96  | 6e   | Barry Scully   | Canada      | Ailier droit  |
| 112 | 7e   | Rémi Levesque  | Canada      | Centre        |

### 1977
| No  | Tour | Nom             | Nationalité | Position       |
| --- | ---- | --------------- | ----------- | -------------- |
| 8   | 1er  | Lucien Deblois  | Canada      | Ailier droit   |
| 13  | 1er  | Ron Duguay      | Canada      | Centre         |
| 26  | 2e   | Mike Keating    | Canada      | Ailier gauche  |
| 44  | 3e   | Steve Baker     | États-Unis  | Gardien de but |
| 62  | 4e   | Mario Marois    | Canada      | Défenseur      |
| 80  | 5e   | Benoît Gosselin | Canada      | Ailier gauche  |
| 98  | 6e   | John Bethel     | Canada      | Ailier gauche  |
| 116 | 7e   | Bob Sullivan    | Canada      | Ailier gauche  |
| 131 | 8e   | Lance Nethery   | Canada      | Centre         |
| 146 | 9e   | Alex Jeans      | Canada      | Centre         |
| 157 | 10e  | Peter Raps      | Canada      | Ailier gauche  |
| 164 | 11e  | Mike Brown      | États-Unis  | Défenseur      |
| 171 | 12e  | Mark Miller     | Canada      | Ailier gauche  |

### 1978
| No  | Tour | Nom               | Nationalité | Position       |
| --- | ---- | ----------------- | ----------- | -------------- |
| 26  | 2e   | Don Maloney       | Canada      | Ailier gauche  |
| 43  | 3e   | Ray Markham       | Canada      | Ailier droit   |
| 44  | 3e   | Dean Turner       | États-Unis  | Défenseur      |
| 59  | 4e   | Dave Silk         | États-Unis  | Ailier droit   |
| 60  | 4e   | André Doré        | Canada      | Défenseur      |
| 76  | 5e   | Mike McDougal     | États-Unis  | Ailier droit   |
| 93  | 6e   | Tom Laidlaw       | Canada      | Défenseur      |
| 110 | 7e   | Dan Clark         | Canada      | Défenseur      |
| 127 | 8e   | Greg Kostenko     | Canada      | Défenseur      |
| 144 | 9e   | Brian McDavid     | Canada      | Défenseur      |
| 161 | 10e  | Mark Rodrigues    | États-Unis  | Gardien de but |
| 176 | 11e  | Steve Weeks       | Canada      | Gardien de but |
| 192 | 12e  | Pierre Daigneault | Canada      | Ailier gauche  |
| 206 | 13e  | Chris McLaughlin  | États-Unis  | Défenseur      |
| 217 | 14e  | Todd Johnson      | États-Unis  | Centre         |
| 223 | 15e  | Dan McCarthy      | Canada      | Centre         |

## Repêchages d'entrée

### 1979
| No  | Tour | Nom           | Nationalité | Position      |
| --- | ---- | ------------- | ----------- | ------------- |
| 13  | 1er  | Doug Sulliman | Canada      | Ailier gauche |
| 34  | 2e   | Ed Hospodar   | États-Unis  | Défenseur     |
| 76  | 4e   | Pat Conacher  | Canada      | Centre        |
| 97  | 5e   | Dan Makuch    | Canada      | Ailier droit  |
| 118 | 6e   | Stan Adams    | Canada      | Centre        |

### 1980
| No  | Tour | Nom                | Nationalité | Position     |
| --- | ---- | ------------------ | ----------- | ------------ |
| 14  | 1er  | Jim Malone         | Canada      | Centre       |
| 35  | 2e   | Mike Allison       | Canada      | Centre       |
| 77  | 4e   | Kurt Kleinendorst  | États-Unis  | Centre       |
| 98  | 5e   | Scott Kleinendorst | États-Unis  | Défenseur    |
| 119 | 6e   | Reijo Ruotsalainen | Finlande    | Défenseur    |
| 140 | 7e   | Bob Scurfield      | Canada      | Centre       |
| 161 | 8e   | Bart Wilson        | Canada      | Défenseur    |
| 182 | 9e   | Chris Wray         | États-Unis  | Ailier droit |
| 203 | 10e  | Anders Backström   | Suède       | Défenseur    |

### 1981
| No  | Tour | Nom                | Nationalité | Position       |
| --- | ---- | ------------------ | ----------- | -------------- |
| 9   | 1er  | James Patrick      | Canada      | Défenseur      |
| 30  | 2e   | Jan Erixon         | Suède       | Ailier gauche  |
| 50  | 3e   | Peter Sundström    | Suède       | Ailier gauche  |
| 51  | 3e   | Mark Morrison      | Canada      | Centre         |
| 72  | 4e   | John Vanbiesbrouck | États-Unis  | Gardien de but |
| 114 | 6e   | Eric Magnuson      | États-Unis  | Centre         |
| 135 | 7e   | Mike Guentzel      | États-Unis  | Défenseur      |
| 156 | 8e   | Ari Lahteenmaki    | Finlande    | Ailier droit   |
| 177 | 9e   | Paul Reifenberger  | États-Unis  | Ailier gauche  |
| 198 | 10e  | Mario Proulx       | Canada      | Gardien de but |

### 1982
| No  | Tour | Nom                | Nationalité      | Position      |
| --- | ---- | ------------------ | ---------------- | ------------- |
| 15  | 1er  | Christopher Kontos | Canada           | Ailier gauche |
| 36  | 2e   | Tomas Sandström    | Suède            | Ailier droit  |
| 57  | 3e   | Corey Millen       | États-Unis       | Centre        |
| 78  | 4e   | Chris Jensen       | Canada           | Centre        |
| 120 | 6e   | Tony Granato       | États-Unis       | Ailier gauche |
| 141 | 7e   | Sergueï Kapoustine | Union soviétique | Ailier gauche |
| 160 | 8e   | Brian Glynn        | États-Unis       | Défenseur     |
| 162 | 8e   | Janne Karlsson     | Suède            | Défenseur     |
| 183 | 9e   | Kelly Miller       | États-Unis       | Ailier gauche |
| 193 | 10e  | Simo Saarinen      | Finlande         | Défenseur     |
| 204 | 10e  | Bob Lowes          | Canada           | Centre        |
| 225 | 11e  | Andy Otto          | États-Unis       | Défenseur     |
| 246 | 12e  | Dwayne Robinson    | Canada           | Défenseur     |

### 1983
| No  | Tour | Nom             | Nationalité | Position       |
| --- | ---- | --------------- | ----------- | -------------- |
| 12e | 1er  | Dave Gagner     | Canada      | Centre         |
| 33  | 2e   | Randy Heath     | Canada      | Ailier gauche  |
| 49  | 3e   | Vesa Salo       | Finlande    | Défenseur      |
| 53  | 3e   | Gordie Walker   | Canada      | Ailier gauche  |
| 73  | 4e   | Peter Andersson | Suède       | Défenseur      |
| 93  | 5e   | Jim Andonoff    | États-Unis  | Ailier droit   |
| 113 | 6e   | Bob Alexander   | États-Unis  | Défenseur      |
| 133 | 7e   | Steve Orth      | États-Unis  | Centre         |
| 153 | 8e   | Pete Marcov     | Canada      | Ailier gauche  |
| 173 | 9e   | Paul Jerrard    | Canada      | Défenseur      |
| 213 | 11e  | Bryan Walker    | Canada      | Défenseur      |
| 233 | 12e  | Ulf Nilsson     | Suède       | Gardien de but |

### 1984
| No  | Tour | Nom              | Nationalité | Position       |
| --- | ---- | ---------------- | ----------- | -------------- |
| 14  | 1er  | Terry Carkner    | Canada      | Défenseur      |
| 35  | 2e   | Raimo Helminen   | Finlande    | Centre         |
| 77  | 4e   | Paul Broten      | États-Unis  | Ailier droit   |
| 98  | 5e   | Clark Donatelli  | États-Unis  | Ailier gauche  |
| 119 | 6e   | Kjell Samuelsson | Suède       | Défenseur      |
| 140 | 7e   | Tom Hussey       | Canada      | Ailier gauche  |
| 161 | 8e   | Brian Nelson     | États-Unis  | Centre         |
| 182 | 9e   | Ville Kentala    | Finlande    | Centre         |
| 188 | 9e   | Heinz Ehlers     | Danemark    | Centre         |
| 202 | 10e  | Kevin Miller     | États-Unis  | Centre         |
| 223 | 11e  | Tom Lorentz      | États-Unis  | Centre         |
| 243 | 12e  | Scott Brower     | Canada      | Gardien de but |

### 1985
| No  | Tour | Nom               | Nationalité | Position       |
| --- | ---- | ----------------- | ----------- | -------------- |
| 7   | 1er  | Ulf Dahlén        | Suède       | Ailier droit   |
| 28  | 2e   | Mike Richter      | États-Unis  | Gardien de but |
| 49  | 3e   | Sam Lindståhl     | Suède       | Gardien de but |
| 70  | 4e   | Pat Janostin      | États-Unis  | Défenseur      |
| 91  | 5e   | Brad Stepan       | États-Unis  | Ailier gauche  |
| 112 | 6e   | Brian McReynolds  | Canada      | Centre         |
| 133 | 7e   | Neil Pilon        | Canada      | Défenseur      |
| 154 | 8e   | Larry Bernard     | Canada      | Ailier gauche  |
| 175 | 9e   | Stéphane Brochu   | Canada      | Défenseur      |
| 196 | 10e  | Steve Nemeth      | Canada      | Ailier droit   |
| 217 | 11e  | Robert Burakovsky | Suède       | Ailier droit   |
| 238 | 12e  | Rudy Poeschek     | Canada      | Défenseur      |

### 1986
| No  | Tour | Nom             | Nationalité | Position      |
| --- | ---- | --------------- | ----------- | ------------- |
| 9   | 1er  | Brian Leetch    | États-Unis  | Défenseur     |
| 51  | 3e   | Bret Walter     | Canada      | Centre        |
| 53  | 3e   | Shaun Clouston  | Canada      | Centre        |
| 72  | 4e   | Mark Janssens   | Canada      | Centre        |
| 93  | 5e   | Jeff Bloemberg  | Canada      | Défenseur     |
| 114 | 6e   | Darren Turcotte | États-Unis  | Centre        |
| 135 | 7e   | Rob Graham      | États-Unis  | Ailier droit  |
| 156 | 8e   | Barry Chyzowski | Canada      | Centre        |
| 177 | 9e   | Pat Scanlon     | États-Unis  | Ailier gauche |
| 198 | 10e  | Joe Ranger      | Canada      | Défenseur     |
| 219 | 11e  | Russ Parent     | Canada      | Défenseur     |
| 240 | 12e  | Søren True      | Danemark    | Ailier gauche |
| 16  | R.S  | Gary Emmons     | Canada      | Centre        |

### 1987
| No  | Tour | Nom            | Nationalité     | Position      |
| --- | ---- | -------------- | --------------- | ------------- |
| 10  | 1er  | Jayson More    | Canada          | Défenseur     |
| 31  | 2e   | Daniel Lacroix | Canada          | Ailier gauche |
| 46  | 3e   | Simon Gagné    | Canada          | Ailier droit  |
| 69  | 4e   | Mike Sullivan  | États-Unis      | Centre        |
| 94  | 5e   | Erik O'Borsky  | États-Unis      | Centre        |
| 115 | 6e   | Ludek Cajka    | Tchécoslovaquie | Défenseur     |
| 136 | 7e   | Clint Thomas   | États-Unis      | Défenseur     |
| 157 | 8e   | Chuck Wiegand  | États-Unis      | Ailier droit  |
| 178 | 9e   | Eric Burrill   | États-Unis      | Ailier droit  |
| 199 | 10e  | Dave Porter    | États-Unis      | Attaquant     |
| 205 | 10e  | Brett Barnett  | Canada          | Ailier gauche |
| 220 | 11e  | Lance Marciano | États-Unis      | Défenseur     |
| 13  | R.S  | Joe Lockwood   | États-Unis      | Ailier droit  |

### 1988
| No  | Tour | Nom              | Nationalité | Position       |
| --- | ---- | ---------------- | ----------- | -------------- |
| 22  | 2e   | Troy Malette     | Canada      | Ailier gauche  |
| 26  | 2e   | Murray Duval     | Canada      | Défenseur      |
| 68  | 4e   | Tony Amonte      | États-Unis  | Ailier droit   |
| 99  | 5e   | Martin Bergeron  | Canada      | Centre         |
| 110 | 6e   | Dennis Vial      | Canada      | Défenseur      |
| 131 | 7e   | Mike Rosati      | Canada      | Gardien de but |
| 152 | 8e   | Éric Couvrette   | Canada      | Ailier gauche  |
| 194 | 10e  | Paul Cain        | Canada      | Centre         |
| 202 | 10e  | Eric Fenton      | États-Unis  | Ailier droit   |
| 222 | 11e  | Peter Fiorentino | Canada      | Défenseur      |
| 236 | 12e  | Keith Slifstein  | États-Unis  | Défenseur      |
| 10  | R.S  | Ron Lecinskas    | États-Unis  | Défenseur      |

### 1989
| No  | Tour | Nom               | Nationalité      | Position      |
| --- | ---- | ----------------- | ---------------- | ------------- |
| 20  | 1er  | Steven Rice       | Canada           | Ailier droit  |
| 40  | 2e   | Jason Prosofsky   | Canada           | Ailier droit  |
| 45  | 3e   | Rob Zamuner       | Canada           | Ailier gauche |
| 49  | 3e   | Louie DeBrusk     | Canada           | Ailier gauche |
| 67  | 4e   | Jim Cummins       | États-Unis       | Ailier droit  |
| 88  | 5e   | Aaron Miller      | États-Unis       | Défenseur     |
| 118 | 6e   | Joby Messier      | Canada           | Défenseur     |
| 139 | 7e   | Greg Leahy        | Canada           | Attaquant     |
| 160 | 8e   | Greg Spenrath     | Canada           | Défenseur     |
| 181 | 9e   | Mark Bavis        | États-Unis       | Ailier gauche |
| 202 | 10e  | Roman Oksiouta    | Union soviétique | Ailier droit  |
| 223 | 11e  | Steve Locke       | Canada           | Défenseur     |
| 244 | 12e  | Kenneth McDermind | Canada           | Ailier gauche |
| 5   | R.S  | C.J. Young        | États-Unis       | Défenseur     |
| 18  | R.S  | Anthony Palumbo   | Canada           | Centre        |

### 1990
| No  | Tour | Nom                | Nationalité      | Position       |
| --- | ---- | ------------------ | ---------------- | -------------- |
| 20  | 1er  | Michael Stewart    | Canada           | Défenseur      |
| 34  | 2e   | Doug Weight        | États-Unis       | Centre         |
| 55  | 3e   | John Vary          | Canada           | Défenseur      |
| 69  | 4e   | Jeff Nielsen       | États-Unis       | Ailier droit   |
| 76  | 4e   | Rick Willis        | États-Unis       | Ailier gauche  |
| 85  | 5e   | Sergueï Zoubov     | Union soviétique | Défenseur      |
| 99  | 5e   | Luboš Rob          | Tchécoslovaquie  | Centre         |
| 118 | 6e   | Jason Weinrich     | États-Unis       | Défenseur      |
| 139 | 7e   | Bryan Lonsinger    | États-Unis       | Défenseur      |
| 160 | 8e   | Todd Hedlund       | États-Unis       | Ailier droit   |
| 181 | 9e   | Andy Silverman     | États-Unis       | Défenseur      |
| 202 | 10e  | Jon Hillebrandt    | États-Unis       | Gardien de but |
| 223 | 11e  | Brett Lievers      | États-Unis       | Centre         |
| 244 | 12e  | Sergueï Nemtchinov | Union soviétique | Centre         |
| 17  | R.S  | Mike Gilmore       | États-Unis       | Gardien de but |

### 1991
| No  | Tour | Nom                 | Nationalité      | Position       |
| --- | ---- | ------------------- | ---------------- | -------------- |
| 15  | 1er  | Alekseï Kovaliov    | Union soviétique | Ailier droit   |
| 37  | 2e   | Darcy Werenka       | Canada           | Défenseur      |
| 96  | 5e   | Corey Machanic      | États-Unis       | Défenseur      |
| 125 | 6e   | Fredrik Jax         | Suède            | Ailier droit   |
| 128 | 6e   | Barry Young         | Canada           | Défenseur      |
| 147 | 7e   | John Rushin         | États-Unis       | Centre         |
| 169 | 8e   | Corey Hirsch        | Canada           | Gardien de but |
| 191 | 9e   | Viatcheslav Ouvaïev | Union soviétique | Défenseur      |
| 213 | 10e  | Jamie Ram           | Canada           | Gardien de but |
| 235 | 11e  | Vitali Chinakhov    | Union soviétique | Centre         |
| 257 | 12e  | Brian Wiseman       | Canada           | Gardien de but |
| 21  | R.S  | Steven King         | États-Unis       | Ailier droit   |

### 1992
| No  | Tour | Nom                  | Nationalité | Position     |
| --- | ---- | -------------------- | ----------- | ------------ |
| 24  | 1er  | Peter Ferraro        | États-Unis  | Ailier droit |
| 48  | 2e   | Mattias Norström     | Suède       | Défenseur    |
| 72  | 3e   | Eric Cairns          | Canada      | Défenseur    |
| 85  | 4e   | Chris Ferraro        | États-Unis  | Centre       |
| 120 | 5e   | Dzmitry Starastsenka | Biélorussie | Ailier droit |
| 144 | 6e   | Davide DelGrande     | Canada      | Défenseur    |
| 168 | 7e   | Matt Oates           | États-Unis  | Ailier droit |
| 192 | 8e   | Mickey Elick         | Canada      | Défenseur    |
| 216 | 9e   | Dan Brierly          | États-Unis  | Défenseur    |
| 240 | 10e  | Vladimir Vorobiov    | Russie      | Ailier droit |

### 1993
| No  | Tour | Nom                  | Nationalité | Position       |
| --- | ---- | -------------------- | ----------- | -------------- |
| 8   | 1er  | Niklas Sundström     | Suède       | Ailier droit   |
| 34  | 2e   | Lee Sorochan         | Canada      | Défenseur      |
| 61  | 3e   | Maksim Galanov       | Russie      | Défenseur      |
| 86  | 4e   | Sergueï Olympiev     | Ukraine     | Ailier gauche  |
| 122 | 5e   | Gary Roach           | Canada      | Défenseur      |
| 138 | 6e   | David Trofimenkoff   | Canada      | Gardien de but |
| 162 | 7e   | Sergueï Kondrachkine | Russie      | Ailier gauche  |
| 164 | 7e   | Todd Marchant        | États-Unis  | Ailier gauche  |
| 190 | 8e   | Ed Campbell          | États-Unis  | Défenseur      |
| 216 | 9e   | Ken Shepard          | Canada      | Gardien de but |
| 242 | 10e  | Andreï Koudinov      | Russie      | Centre         |
| 261 | 11e  | Pavel Komarov        | Russie      | Défenseur      |
| 268 | 11e  | Maxim Smelnitsky     | Russie      | Ailier gauche  |
| 8   | R.S  | Wayne Strachan       | Canada      | Ailier droit   |

### 1994
| No  | Tour | Nom                  | Nationalité | Position       |
| --- | ---- | -------------------- | ----------- | -------------- |
| 26  | 1er  | Dan Cloutier         | Canada      | Gardien de but |
| 52  | 2e   | Rudolf Vercik        | Slovaquie   | Ailier gauche  |
| 78  | 3e   | Adam Smith           | Canada      | Défenseur      |
| 100 | 4e   | Aleksandr Koroboline | Russie      | Défenseur      |
| 104 | 4e   | Sylvain Blouin       | Russie      | Ailier gauche  |
| 130 | 5e   | Martin Éthier        | Canada      | Défenseur      |
| 136 | 6e   | Iouri Litvinov       | Ukraine     | Centre         |
| 156 | 6e   | David Brosseau       | Canada      | Ailier droit   |
| 182 | 7e   | Alexeï Lazarenko     | Ukraine     | Ailier droit   |
| 208 | 8e   | Craig Anderson       | États-Unis  | Défenseur      |
| 209 | 9e   | Vitali Ieremeïev     | Kazakhstan  | Gardien de but |
| 234 | 9e   | Eric Boulton         | Canada      | Ailier gauche  |
| 260 | 10e  | Radoslav Kropac      | Slovaquie   | Ailier droit   |
| 267 | 11e  | Jamie Butt           | Canada      | Ailier gauche  |
| 286 | 11e  | Kim Johnsson         | Suède       | Défenseur      |

### 1995
| No  | Tour | Nom               | Nationalité | Position       |
| --- | ---- | ----------------- | ----------- | -------------- |
| 39  | 2e   | Christian Dubé    | Canada      | Ailier droit   |
| 65  | 3e   | Mike Martin       | Canada      | Défenseur      |
| 65  | 3e   | Marc Savard       | Canada      | Centre         |
| 91  | 4e   | Alekseï Vassiliev | Russie      | Défenseur      |
| 117 | 5e   | Dale Purinton     | États-Unis  | Défenseur      |
| 143 | 6e   | Peter Slamiar     | Slovaquie   | Ailier droit   |
| 169 | 7e   | Jeff Heil         | États-Unis  | Gardien de but |
| 185 | 8e   | Ilia Gorokhov     | Russie      | Défenseur      |
| 221 | 9e   | Bob Maudie        | Canada      | Centre         |

### 1996
| No  | Tour | Nom               | Nationalité | Position      |
| --- | ---- | ----------------- | ----------- | ------------- |
| 22  | 1er  | Jeff Brown        | Canada      | Défenseur     |
| 48  | 2e   | Daniel Goneau     | Canada      | Ailier gauche |
| 76  | 3e   | Dmitri Soubbotine | Russie      | Ailier gauche |
| 131 | 5e   | Colin Pepperall   | Canada      | Ailier gauche |
| 158 | 6e   | Ola Sandberg      | Suède       | Défenseur     |
| 185 | 7e   | Jeff Dessner      | États-Unis  | Défenseur     |
| 211 | 8e   | Ryan McKie        | Canada      | Défenseur     |
| 237 | 9e   | Ronnie Sundin     | Suède       | Défenseur     |

### 1997
| No  | Tour | Nom                 | Nationalité | Position       |
| --- | ---- | ------------------- | ----------- | -------------- |
| 19  | 1er  | Stefan Cherneski    | Canada      | Ailier droit   |
| 46  | 2e   | Wes Jarvis          | Canada      | Défenseur      |
| 73  | 3e   | Burke Henry         | Canada      | Défenseur      |
| 93  | 4e   | Tomi Källarsson     | Finlande    | Défenseur      |
| 126 | 5e   | Jason McLean        | Canada      | Gardien de but |
| 134 | 5e   | Johan Lindbom       | Suède       | Ailier droit   |
| 136 | 6e   | Mike York           | États-Unis  | Centre         |
| 154 | 6e   | Shawn Degagné       | Canada      | Gardien de but |
| 175 | 7e   | Johan Holmqvist     | Suède       | Gardien de but |
| 182 | 7e   | Mike Mottau         | États-Unis  | Défenseur      |
| 210 | 8e   | Andrew Proskurnicki | Canada      | Ailier gauche  |
| 236 | 9e   | Richard Miller      | États-Unis  | Défenseur      |

### 1998
| No  | Tour | Nom              | Nationalité        | Position       |
| --- | ---- | ---------------- | ------------------ | -------------- |
| 7   | 1er  | Manny Malhotra   | Canada             | Centre         |
| 40  | 2e   | Randy Copley     | Canada             | Ailier gauche  |
| 66  | 3e   | Jason LaBarbera  | Canada             | Gardien de but |
| 114 | 4e   | Boyd Kane        | Canada             | Ailier gauche  |
| 122 | 5e   | Pat Leahy        | États-Unis         | Ailier droit   |
| 131 | 5e   | Tomáš Klouček    | République tchèque | Défenseur      |
| 180 | 7e   | Stefan Lundqvist | Suède              | Ailier droit   |
| 207 | 8e   | Johan Whitehall  | Suède              | Ailier droit   |
| 235 | 9e   | Jan Mertzig      | Suède              | Défenseur      |

### 1999
| No  | Tour | Nom                | Nationalité        | Position       |
| --- | ---- | ------------------ | ------------------ | -------------- |
| 4   | 1er  | Pavel Brendl       | République tchèque | Ailier droit   |
| 9   | 1er  | Jamie Lundmark     | Canada             | Centre         |
| 59  | 2e   | David Inman        | États-Unis         | Ailier gauche  |
| 79  | 3e   | Johan Asplund      | Suède              | Gardien de but |
| 90  | 3e   | Patrick Aufiero    | États-Unis         | Défenseur      |
| 137 | 5e   | Garrett Bembridge  | Canada             | Ailier droit   |
| 177 | 6e   | Jay Dardis         | États-Unis         | Centre         |
| 197 | 7e   | Arto Laatikainen   | Finlande           | Défenseur      |
| 226 | 8e   | Ievgueni Goussakov | Russie             | Ailier gauche  |
| 251 | 9e   | Petter Henning     | Suède              | Ailier droit   |
| 254 | 9e   | Alekseï Boulatov   | Russie             | Ailier gauche  |

### 2000
| No  | Tour | Nom              | Nationalité        | Position       |
| --- | ---- | ---------------- | ------------------ | -------------- |
| 64  | 2e   | Filip Novák      | République tchèque | Défenseur      |
| 95  | 3e   | Dominic Moore    | Canada             | Centre         |
| 112 | 4e   | Přemysl Duben    | République Tchèque | Défenseur      |
| 140 | 5e   | Nathan Martz     | Canada             | Centre         |
| 143 | 5e   | Brandon Snee     | États-Unis         | Gardien de but |
| 175 | 6e   | Sven Helfenstein | Suisse             | Ailier gauche  |
| 205 | 7e   | Henrik Lundqvist | Suède              | Gardien de but |
| 238 | 8e   | Danny Eberly     | États-Unis         | Défenseur      |
| 269 | 9e   | Martin Richter   | République Tchèque | Défenseur      |

### 2001
| No  | Tour | Nom                | Nationalité        | Position       |
| --- | ---- | ------------------ | ------------------ | -------------- |
| 10  | 1er  | Daniel Blackburn   | Canada             | Gardien de but |
| 40  | 2e   | Fiodor Tioutine    | Russie             | Défenseur      |
| 79  | 3e   | Garth Murray       | Canada             | Attaquant      |
| 113 | 4e   | Bryce Lampman      | États-Unis         | Défenseur      |
| 139 | 5e   | Shawn Collymore    | Canada             | Ailier droit   |
| 176 | 6e   | Marek Židlický     | République tchèque | Défenseur      |
| 206 | 7e   | Petr Přeučil       | République Tchèque | Centre         |
| 226 | 7e   | Pontus Petterström | Suède              | Attaquant      |
| 230 | 8e   | Leonid Jvachine    | Russie             | Défenseur      |
| 238 | 8e   | Ryan Hollweg       | États-Unis         | Centre         |
| 269 | 9e   | Juris Štāls        | Lettonie           | Centre         |

### 2002
| No  | Tour | Nom             | Nationalité        | Position      |
| --- | ---- | --------------- | ------------------ | ------------- |
| 33  | 2e   | Lee Falardeau   | États-Unis         | Centre        |
| 81  | 3e   | Marcus Jonasén  | Suède              | Attaquant     |
| 127 | 4e   | Nathan Guenin   | États-Unis         | Défenseur     |
| 143 | 5e   | Mike Walsh      | États-Unis         | Ailier gauche |
| 177 | 6e   | Jake Taylor     | États-Unis         | Défenseur     |
| 194 | 6e   | Kim Hirschovits | Finlande           | Centre        |
| 226 | 7e   | Joseph Crabb    | États-Unis         | Ailier droit  |
| 240 | 8e   | Petr Průcha     | République tchèque | Attaquant     |
| 270 | 9e   | Rob Flynn       | États-Unis         | Ailier droit  |

### 2003
| No  | Tour | Nom              | Nationalité        | Position       |
| --- | ---- | ---------------- | ------------------ | -------------- |
| 12  | 1er  | Hugh Jessiman    | États-Unis         | Ailier droit   |
| 50  | 2e   | Ivan Baranka     | Slovaquie          | Défenseur      |
| 75  | 3e   | Ken Roche        | États-Unis         | Centre         |
| 122 | 4e   | Corey Potter     | États-Unis         | Défenseur      |
| 149 | 5e   | Nigel Dawes      | Canada             | Ailier gauche  |
| 176 | 6e   | Ivan Dornič      | Slovaquie          | Centre         |
| 179 | 6e   | Philippe Furrer  | Suisse             | Défenseur      |
| 180 | 6e   | Christopher Holt | Canada             | Gardien de but |
| 209 | 7e   | Dylan Reese      | États-Unis         | Défenseur      |
| 243 | 8e   | Jan Marek        | République tchèque | Attaquant      |

### 2004
| No  | Tour | Nom               | Nationalité        | Position       |
| --- | ---- | ----------------- | ------------------ | -------------- |
| 6   | 1er  | Al Montoya        | États-Unis         | Gardien de but |
| 19  | 1er  | Lauri Korpikoski  | Finlande           | Attaquant      |
| 36  | 2e   | Darin Olver       | Canada             | Centre         |
| 48  | 2e   | Dane Byers        | Canada             | Ailier gauche  |
| 51  | 2e   | Bruce Graham      | Canada             | Centre         |
| 60  | 2e   | Brandon Dubinsky  | États-Unis         | Centre         |
| 73  | 3e   | Zdeněk Bahenský   | République tchèque | Ailier droit   |
| 80  | 3e   | Billy Ryan        | États-Unis         | Centre         |
| 127 | 4e   | Ryan Callahan     | États-Unis         | Ailier droit   |
| 135 | 5e   | Roman Pšurný      | République Tchèque | Ailier gauche  |
| 169 | 6e   | Jordan Foote      | Canada             | Ailier gauche  |
| 247 | 8e   | Jonathan Paiement | Canada             | Défenseur      |
| 266 | 9e   | Jakub Petružálek  | République Tchèque | Ailier droit   |

### 2005
| No  | Tour | Nom               | Nationalité | Position     |
| --- | ---- | ----------------- | ----------- | ------------ |
| 12  | 1er  | Marc Staal        | Canada      | Défenseur    |
| 40  | 2e   | Michael Sauer     | États-Unis  | défenseur    |
| 56  | 2e   | Marc-André Cliche | Canada      | Ailier droit |
| 66  | 3e   | Brodie Dupont     | Canada      | Centre       |
| 77  | 3e   | Dalyn Flatt       | Canada      | Défenseur    |
| 107 | 4e   | Tom Pyatt         | Canada      | Centre       |
| 147 | 5e   | Trevor Koverko    | Canada      | Défenseur    |
| 178 | 6e   | Greg Beller       | Canada      | Attaquant    |
| 211 | 7e   | Ryan Russell      | Canada      | Centre       |

### 2006
| No  | Tour | Nom                | Nationalité        | Position      |
| --- | ---- | ------------------ | ------------------ | ------------- |
| 21  | 1er  | Robert Sanguinetti | États-Unis         | Défenseur     |
| 54  | 2e   | Artiom Anissimov   | Russie             | Centre        |
| 84  | 3e   | Ryan Hillier       | Canada             | Ailier gauche |
| 104 | 4e   | David Kveton       | République tchèque | Ailier droit  |
| 137 | 5e   | Tomáš Záborský     | Slovaquie          | Attaquant     |
| 177 | 6e   | Eric Hunter        | Canada             | Centre        |
| 204 | 7e   | Lukáš Zeliska      | Slovaquie          | Centre        |

### 2007
| No  | Tour | Nom                 | Nationalité | Position       |
| --- | ---- | ------------------- | ----------- | -------------- |
| 17  | 1er  | Alekseï Tcherepanov | Russie      | Ailier droit   |
| 48  | 2e   | Antoine Lafleur     | Canada      | Gardien de but |
| 138 | 5e   | Max Campbell        | Canada      | Centre         |
| 168 | 6e   | Carl Hagelin        | Suède       | Ailier gauche  |
| 193 | 7e   | Dávid Skokan        | Slovaquie   | Centre         |
| 198 | 7e   | Danny Hobbs         | Canada      | Attaquant      |

### 2008
| No  | Tour | Nom                | Nationalité        | Position     |
| --- | ---- | ------------------ | ------------------ | ------------ |
| 20  | 1er  | Michael Del Zotto  | Canada             | Défenseur    |
| 51  | 2e   | Derek Stepan       | États-Unis         | Centre       |
| 75  | 3e   | Ievgueni Gratchiov | Russie             | Centre       |
| 90  | 3e   | Tomáš Kundrátek    | République tchèque | Défenseur    |
| 111 | 4e   | Dale Weise         | Canada             | Ailier droit |
| 141 | 5e   | Chris Doyle        | Canada             | Centre       |
| 171 | 6e   | Mitch Gaulton      | Canada             | Défenseur    |

### 2009
| No  | Tour | Nom                 | Nationalité        | Position       |
| --- | ---- | ------------------- | ------------------ | -------------- |
| 19  | 1er  | Christopher Kreider | États-Unis         | Centre         |
| 47  | 2e   | Ethan Werek         | Canada             | Centre         |
| 80  | 3e   | Ryan Bourque        | États-Unis         | Centre         |
| 126 | 5e   | Roman Horák         | République tchèque | Centre         |
| 139 | 5e   | Scott Stajcer       | Canada             | Gardien de but |
| 141 | 6e   | Daniel Maggio       | Canada             | Défenseur      |
| 171 | 7e   | Mikhaïl Pachnine    | Russie             | Défenseur      |

### 2010
| No  | Tour | Nom              | Nationalité | Position      |
| --- | ---- | ---------------- | ----------- | ------------- |
| 10  | 1er  | Dylan McIlrath   | Canada      | Défenseur     |
| 40  | 2e   | Christian Thomas | Canada      | Ailier droit  |
| 100 | 4e   | Andrew Yogan     | États-Unis  | Centre        |
| 130 | 5e   | Jason Wilson     | Canada      | Ailier gauche |
| 157 | 6e   | Jesper Fast      | Suède       | Ailier droit  |
| 190 | 7e   | Randy McNaught   | Canada      | Ailier droit  |

### 2011
| No  | Tour | Nom               | Nationalité | Position     |
| --- | ---- | ----------------- | ----------- | ------------ |
| 15  | 1er  | Jonathan Miller   | États-Unis  | Centre       |
| 72  | 3e   | Steven Fogarty    | États-Unis  | Centre       |
| 106 | 4e   | Michael St. Croix | Canada      | Centre       |
| 134 | 5e   | Shane McColgan    | États-Unis  | Ailier droit |
| 136 | 5e   | Samuel Noreau     | Canada      | Défenseur    |
| 172 | 6e   | Peter Čerešňák    | Slovaquie   | Défenseur    |

### 2012
| No  | Tour | Nom              | Nationalité | Position     |
| --- | ---- | ---------------- | ----------- | ------------ |
| 28  | 1er  | Brady Skjei      | États-Unis  | Défenseur    |
| 59  | 2e   | Cristoval Nieves | États-Unis  | Centre       |
| 119 | 4e   | Calle Andersson  | Suède       | Défenseur    |
| 142 | 5e   | Thomas Spelling  | Danemark    | Ailier droit |

### 2013
| No  | Tour | Nom                 | Nationalité | Position      |
| --- | ---- | ------------------- | ----------- | ------------- |
| 65  | 3e   | Adam Tambellini     | Canada      | Centre        |
| 75  | 3e   | Pavel Boutchnevitch | Russie      | Ailier gauche |
| 80  | 3e   | Anthony Duclair     | Canada      | Ailier gauche |
| 110 | 4e   | Ryan Graves         | Canada      | Défenseur     |
| 170 | 6e   | Mackenzie Skapski   | Canada      | Ailier droit  |

### 2014
| No  | Tour | Nom                | Nationalité        | Position       |
| --- | ---- | ------------------ | ------------------ | -------------- |
| 59  | 2e   | Brandon Halverson  | États-Unis         | Gardien de but |
| 85  | 3e   | Keegan Iverson     | États-Unis         | Centre         |
| 104 | 4e   | Ryan Mantha        | États-Unis         | Ailier droit   |
| 118 | 4e   | Igor Chestiorkine  | Russie             | Gardien de but |
| 122 | 5e   | Richard Nejezchleb | République tchèque | Ailier gauche  |
| 140 | 5e   | Daniel Walcott     | Canada             | Défenseur      |
| 142 | 5e   | Tyler Nanne        | États-Unis         | Défenseur      |

### 2015
| No  | Tour | Nom               | Nationalité | Position       |
| --- | ---- | ----------------- | ----------- | -------------- |
| 41  | 2e   | Ryan Gropp        | Canada      | Ailier gauche  |
| 62  | 3e   | Robin Kovacs      | Suède       | Ailier droit   |
| 79  | 3e   | Sergueï Zborovski | Russie      | Défenseur      |
| 89  | 3e   | Aleksi Saarela    | Finlande    | Centre         |
| 113 | 4e   | Brad Morrison     | Canada      | Centre         |
| 119 | 4e   | Daniel Bernhardt  | Suède       | Ailier droit   |
| 184 | 7e   | Adam Huska        | Slovaquie   | Gardien de but |

### 2016
| No  | Tour | Nom              | Nationalité | Position       |
| --- | ---- | ---------------- | ----------- | -------------- |
| 81  | 3e   | Sean Day         | Canada      | Défenseur      |
| 98  | 4e   | Tarmo Reunanen   | Finlande    | Défenseur      |
| 141 | 5e   | Tim Gettinger    | États-Unis  | Ailier gauche  |
| 171 | 6e   | Gabriel Fontaine | Canada      | Centre         |
| 174 | 6e   | Tyler Wall       | Canada      | Gardien de but |
| 201 | 7e   | Ty Ronning       | Canada      | Ailier droit   |

### 2017
| No  | Tour | Nom             | Nationalité        | Position  |
| --- | ---- | --------------- | ------------------ | --------- |
| 7   | 1er  | Lias Andersson  | Suède              | Centre    |
| 21  | 1er  | Filip Chytil    | République tchèque | Centre    |
| 123 | 4e   | Brandon Crawley | États-Unis         | Défenseur |
| 145 | 5e   | Calle Själin    | Suède              | Défenseur |
| 157 | 6e   | Dominik Lakatoš | République Tchèque | Centre    |
| 174 | 6e   | Morgan Barron   | Canada             | Centre    |
| 207 | 7e   | Patrik Virta    | Finlande           | Centre    |

### 2018
| No  | Tour | Nom              | Nationalité | Position       |
| --- | ---- | ---------------- | ----------- | -------------- |
| 9   | 1er  | Vitali Kravtsov  | Russie      | Ailier droit   |
| 22  | 1er  | K'Andre Miller   | États-Unis  | Défenseur      |
| 28  | 1er  | Nils Lundkvist   | Suède       | Défenseur      |
| 39  | 2e   | Olof Lindbom     | Suède       | Gardien de but |
| 70  | 3e   | Jacob Ragnarsson | Suède       | Défenseur      |
| 88  | 3e   | Joey Keane       | États-Unis  | Défenseur      |
| 101 | 4e   | Nico Gross       | Suisse      | Défenseur      |
| 132 | 5e   | Lauri Pajuniemi  | Finlande    | Ailier droit   |
| 163 | 6e   | Simon Kjellberg  | Suède       | Défenseur      |
| 216 | 7e   | Riley Hughes     | États-Unis  | Ailier droit   |

### 2019
| No  | Tour | Nom               | Nationalité | Position     |
| --- | ---- | ----------------- | ----------- | ------------ |
| 2   | 1er  | Kaapo Kakko       | Finlande    | Ailier droit |
| 49  | 2e   | Matthew Robertson | Canada      | Défenseur    |
| 58  | 2e   | Karl Henriksson   | Suède       | Centre       |
| 68  | 3e   | Zachary Jones     | États-Unis  | Défenseur    |
| 112 | 4e   | Hunter Skinner    | États-Unis  | Défenseur    |
| 130 | 5e   | Leevi Aaltonen    | Finlande    | Ailier droit |
| 161 | 6e   | Adam Edström      | Suède       | Centre       |
| 205 | 7e   | Eric Ciccolini    | Canada      | Ailier droit |

### 2020
| No  | Tour | Nom               | Nationalité | Position       |
| --- | ---- | ----------------- | ----------- | -------------- |
| 1   | 1er  | Alexis Lafrenière | Canada      | Ailier gauche  |
| 19  | 1er  | Braden Schneider  | Canada      | Défenseur      |
| 60  | 2e   | William Cuylle    | Canada      | Ailier gauche  |
| 92  | 3e   | Oliver Tärnström  | Suède       | Centre         |
| 103 | 4e   | Dylan Garand      | Canada      | Gardien de but |
| 127 | 5e   | Evan Vierling     | Canada      | Centre         |
| 134 | 5e   | Brett Berard      | États-Unis  | Ailier gauche  |
| 165 | 6e   | Matthew Rempe     | Canada      | Centre         |
| 197 | 7e   | Hugo Ollas        | Suède       | Gardien de but |

### 2021
| No  | Tour | Nom              | Nationalité        | Position       |
| --- | ---- | ---------------- | ------------------ | -------------- |
| 16  | 1er  | Brennan Othmann  | Canada             | Ailier gauche  |
| 65  | 3e   | Jayden Grubbe    | Canada             | Centre         |
| 75  | 3e   | Ryder Korczak    | Canada             | Centre         |
| 104 | 4e   | Brody Lamb       | États-Unis         | Ailier droit   |
| 106 | 4e   | Kalle Vaisanen   | Finlande           | Ailier gauche  |
| 112 | 4e   | Talyn Boyko      | Canada             | Gardien de but |
| 144 | 5e   | Jaroslav Chmelar | République tchèque | Ailier droit   |
| 208 | 7e   | Hank Kempf       | États-Unis         | Défenseur      |

### 2022
| No  | Tour | Nom                    | Nationalité | Position      |
| --- | ---- | ---------------------- | ----------- | ------------- |
| 63  | 2e   | Adam Sýkora            | Slovaquie   | Ailier gauche |
| 97  | 3e   | Bryce McConnell-Barker | Canada      | Centre        |
| 111 | 4e   | Noah Laba              | États-Unis  | Centre        |
| 159 | 5e   | Victor Mancini         | États-Unis  | Défenseur     |
| 161 | 5e   | Maxim Barbashev        | Russie      | Ailier gauche |
| 191 | 6e   | Zakary Karpa           | États-Unis  | Ailier droit  |